# 独乐乡
独乐乡，是中华人民共和国河北省保定市易县下辖的一个乡镇级行政单位。

## 行政区划
独乐乡下辖以下地区：
中独乐村、南独乐村、北独乐村、裴庄村、康家庄村和寨子村。